# Claudia Losch
Claudia Losch (n. 10 ianuarie 1960, Wanne-Eickel, Republica Federală Germania, Germania) este o atletă ce a reprezentat Germania de Vest, medaliată olimpică. A participat la două ediții ale Jocurilor Olimpice (1984, 1988) în care a câștigat o medalie de aur în proba de aruncarea greutății.

## Palmares
| An   | Competiție                   | Locație                     | Loc | Eveniment | Note    |
| ---- | ---------------------------- | --------------------------- | --- | --------- | ------- |
| 1983 | Universiada                  | Edmonton, Canada            | 2   | greutate  | 18,81 m |
| 1983 | Campionatul Mondial          | Helsinki, Finlanda          | 7   | greutate  | 19,72 m |
| 1984 | Campionatul European în sală | Göteborg, Suedia            | 2   | greutate  | 20,23 m |
| 1984 | Jocurile Olimpice            | Los Angeles, Statele Unite  | 1   | greutate  | 20,48 m |
| 1985 | Campionatul European în sală | Pireu, Grecia               | 2   | greutate  | 20,59 m |
| 1986 | Campionatul European în sală | Madrid, Spania              | 1   | greutate  | 20,48 m |
| 1986 | Campionatul European         | Stuttgart, Germania de Vest | 4   | greutate  | 20,54 m |
| 1986 | Campionatul European         | Stuttgart, Germania de Vest | 8   | disc      | 56,54 m |
| 1987 | Campionatul Mondial în sală  | Indianapolis, Statele Unite | 3   | greutate  | 20,14 m |
| 1987 | Cupa Europei                 | Praga, Cehoslovacia         | 5   | greutate  | 19,47 m |
| 1987 | Campionatul Mondial          | Roma, Italia                | 4   | greutate  | 20,73 m |
| 1988 | Campionatul European în sală | Budapesta, Ungaria          | 1   | greutate  | 20,39 m |
| 1988 | Jocurile Olimpice            | Seul, Coreea de Sud         | 5   | greutate  | 20,27 m |
| 1989 | Campionatul Mondial în sală  | Budapesta, Ungaria          | 1   | greutate  | 20,45 m |
| 1989 | Cupa Europei                 | Gateshead, Marea Britanie   | 2   | greutate  | 20,17 m |
| 1989 | Cupa Mondiala                | Barcelona, Spania           | 3   | greutate  | 20,10 m |
| 1990 | Campionatul European în sală | Glasgow, Marea Britanie     | 1   | greutate  | 20,64 m |
| 1990 | Jocurile Goodwill            | Split, Iugoslavia           | –   | greutate  | NS      |
| 1990 | Campionatul European         | Split, Iugoslavia           | 4   | greutate  | 19,92 m |
| 1991 | Campionatul Mondial          | Tokio, Japonia              | 4   | greutate  | 19,74 m |